# Roy Blunt
Roy Dean Blunt (født 10. januar 1950 i Niangua) er en amerikansk republikansk politiker. Han er medlem af USA's senat valgt i Missouri siden 2011 Han var medlem af Repræsentanternes Hus i perioden 1997–2011. Han annoncerede d. 8 marts 2021, at han ikke søgte genvalg når hans periode udløber.[kilde mangler]